# Zdravko Reven
Zdravko Reven, slovenski rimskokatoliški duhovnik, urednik in publicist, * 27. november 1921, Vrhnika, † 4. marec 2010, Ljubljana.  

## Življenje in delo
V Ljubljani je leta 1941 končal klasično gimnazijo. Nato je na ljubljanski teološki fakulteti štiri leta in pol študiral bogoslovje. Študij je nadaljeval v Praglii (Italija) in ga končal v južnotirolskem Brixsnu, kjer je bil 1947 tudi posvečen v mašnika. Nato je leta 1948 odšel v Belgijo kjer je bil kaplan in kasneje duhovnik. Tu je do leta 1960 nudil duhovno oskrbo izseljenim Slovencem in Hrvatom, predvsem pa je skrbel za primorske rojake, ki so se sem preselili po 2. svetovni vojni, obenem pa proučevál žoistično organizacijo škofa Cardijna. Leta 1965 je pri celovški Mohorjevi družbi v njegovem prevodu izšla Cardijnova knjiga: Poslanstvo delavske mladine (COBISS)
V letih 1952−1960 je v Belgiji izdajal dvomesečnik Slovenski glas beneških Slovenju u Belgiji, skupaj z župnikom Antonom Cuffolom pa je 1952 izdal publikacijo Boj beneških Slovencev za svoje pravice z zemljevidom, ki je kasneje služila kot referenčno gradivo tudi drugim avtorjem. Leta 1953 je pri celovški Mohorjevi družbi začel izdajati Novo družinsko pratiko, katero je v letih 1954−1967 tudi urejal. Bil pa je med pobudniki ustanovitve Zveze slovenskih duhovnikov Zahodne Evrope in v letih 1952−1967 tudi urednik celovške mesečne revije Naša luč. Od 1960 do 1967 je živel v Celovcu. Tu in je bil urednik knjig, ki jih je izdajala Mohorjeva družba in vodja njene prodaje v tujini.
Na povabilo ljubljanskega nadškofa Pogačnika je 1968 prišel v Ljubljano. Tu je bil korni vikar in stolni kanonik ter član uredništva tednika Družina (1968-1980), tajnik medškofijskega odbora za pripravo in izdajo slovenskega misala in brevirja, od 1980 notar ljubljanskega cerkvenega sodišča in tajnik nadškofijske komisije za nov slovenski prevod Svetega pisma.  Izdal je tudi knjigo Kdaj goduješ? : izbor svetniških imen in njihovi godovni dnevi. (COBISS) Njegova bibliografija obsega 41. zapisov.